# Leif Jenssen
Leif Gøran Jenssen (19 de março de 1948, em Fredrikstad) é um norueguês, campeão mundial e olímpico em halterofilismo.
Nos Jogos Olímpicos de 1968, na Cidade do México, Leif Jenssen ficou apenas em 14º em halterofilismo, na categoria até 75 kg.
Mas Jenssen ganhou ouro em halterofilismo nos Jogos Olímpicos de 1972, em Munique, que contou como campeonato mundial também. Ganhou na categoria até 82,5 kg (pesado ligeiro), com um total de 507,5 kg no total olímpico (172,5 no desenvolvimento [disciplina abolida em 1973], 150 no arranque e 185 no arremesso).
Nos anos anteriores, 1970 e 1971, ele ficara com a prata no campeonato mundial (até 75 kg). E ainda foi vice-campeão mundial em 1974, na categoria até 82,5 kg.
Em 28 de abril de 1973 ele definiu um recorde mundial no arranque — 150,5 kg, na categoria até 75 kg.
Quadro de resultados
| Ano  | Posição | Competição                           | Classe de peso | Marca                    |
| 1968 | 14.     | Jogos Olímpicos e Campeonato Mundial | –75 kg         | 405 kg (127,5+120+157,5) |
| 1970 | 2.      | Campeonato Mundial em Columbus, Ohio | –75 kg         | 455 kg (147,5+142,5+165) |
| 1971 | 2.      | Campeonato Mundial em Lima, Peru     | –75 kg         | 467,5 kg (150+142,5+175) |
| 1972 | 2.      | Campeonato Europeu em Constança      | –75 kg         | 505 kg (170+150+185)     |
| 1972 | 1.      | Jogos Olímpicos e Campeonato Mundial | –82,5 kg       | 507,5 kg (172,5+150+185) |
| 1974 | 2.      | Campeonato Mundial em Manila         | –82,5 kg       | 350 kg (155+195)         |